# رامی ربیعه
رامی ربیعه (عربی: رامي ربيعة؛ زاده ۲۰ مهٔ ۱۹۹۳) یک بازیکن فوتبال اهل مصر است.
وی همچنین در تیم ملی فوتبال مصر بازی کرده است.

## حرفه باشگاهی
رامی رابعه به دلیل کمبود مدافع در آن زمان اولین بازی خود را با مربی عبدالعزیز عبدالشفیع انجام داد. رمی زمانی که اولین بازی آفریقایی خود را در لیگ قهرمانان CAF در سال 2011 انجام داد، نشان داد که شایسته حضور در تیم آهلی است، جایی که او به عنوان یکی از بهترین رفتگرهای تاریخ باشگاه عملکرد فوق العاده ای از خود نشان داد. رامی در نیمه نهایی جام جهانی مقابل کورینتیانس بسیار خوب بازی کرد که بردلی، سرمربی مصر، پس از گلزنی به انپی، شیوه بازی او را پسندید. بهترین لحظات او با الاهلی، گلزنی در سوپرجام 2013 CAF و شرکت در جام باشگاه های جهان 2012 بود.